# Ascocorticium anomalum
Ascocorticium anomalum är en svampart som först beskrevs av Ellis & Harkn., och fick sitt nu gällande namn av Joseph Schröter 1894. Ascocorticium anomalum ingår i släktet Ascocorticium och familjen Ascocorticiaceae.  Arten är reproducerande i Sverige. Inga underarter finns listade i Catalogue of Life.